# 三自愛国教会
三自愛国教会（さんじあいこくきょうかい）とは、中国共産党の主導によって設立された中華人民共和国の合同教会。1.自養、2.自治、3.自伝から三自の名称が付けられている。世界教会協議会（WCC）に加盟。
エキュメニカル派は共産党政府公認の三自愛国教会と交わり、福音派は「家の教会」と交わっている。
国家権力の意向・強制に起源がある面において、戦前の日本基督教団との類似性が指摘されることがある。